# عوض عبدالنبی
عوض عبدالنبی (انگلیسی: Awad Abdel Nabi؛ زادهٔ ۹ مهٔ ۱۹۵۳) بازیکن بسکتبال اهل مصر بود.